# جائزة الأرجنتين الكبرى 1954
جائزة الأرجنتين الكبرى 1954 هو سباق فورمولا 1 أقيم بتاريخ 17 يناير 1954 في بوينس آيرس، الأرجنتين. كان الأول من أصل 9 في بطولة العالم لسباقات الفورمولا واحد موسم 1954. حلّ الأرجنتيني خوان مانويل فانجيو أولا بينما جاء الإيطالي جوزيبي فارينا في المركز الثاني.